# Príncep-bisbe
Príncep-bisbe era el títol d'un bisbe que tenia també l'autoritat civil d'un territori, del qual era el senyor.
A Anglaterra, Macedònia, Polònia, Andorra i Montenegro era una situació de fet, quan un bisbe local va adquirir molt de poder gràcies a la posició estratègica de la seva diòcesi.

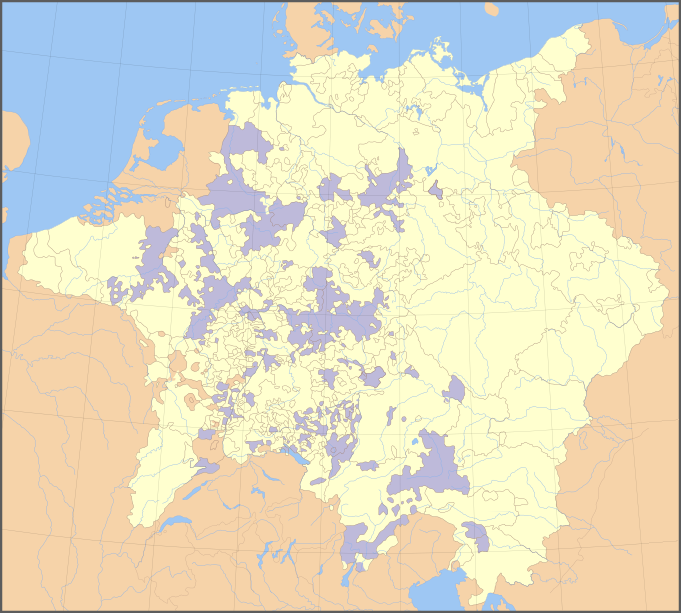
Mapa dels principats bisbals al Sacre Imperi Romanogermànic el 1648

Ans al contrari, al Sacre Imperi Romanogermànic, la funció feia part de l'estructura política de l'imperi fins a la seva desaparició el 1806. Molts principats bisbals es trobaven a posicions estratègiques, sovint prop de la frontera. Tot i que de fet molts prínceps-bisbes no respectaven gaire l'obligació de celibat, de dret, els seus fills mai no podien esdevenir hereus. Així, l'emperador mantenia el control dels governadors d'aquests territoris i podia evitar el risc que passessin a cases reials enemigues pel joc de casaments estratègics.
N'hi havia una trentena dels quals els més coneguts eren
- El Principat de Lieja (980-1795)
- El Bisbat d'Utrecht (1024-1528)
- L'arquebisbat de Colònia (mig del segle x-1803)
- L'arquebisbat de Trèveris (mig del segle x-1803)
- L'arquebisbat de Magúncia (mig del segle x-1803)
- L'arquebisbat de Salzburg (mig del segle x-1803)
- El bisbat de Cambrai (907-1677)

i també els bisbats d'Augsburg, Basilea, Münster, Osnabrück, Ratisbona, Estrasburg, Trento i Worms.
Al cap del Principat de Stavelot-Malmedy es trobava un «príncep-abat» amb les mateixes prerrogatives d'un príncep-bisbe, que de vegades formava una unió personal amb el príncep de Lieja.
Després de la transformació del principat bisbal de Montenegro el 1860, només roman un «copríncep-bisbe» a Andorra: el bisbe d'Urgell.